# Lipschutz Salomon
Lipschutz Salomon magyar nevén Lipschütz Sámuel (Ungvár, 1863.  július 4. – Hamburg, 1905.  november 30.) magyar származású angol-amerikai sakkozó.

## Élete
17 éves korában Angliába, majd később Amerikába vándorolt ki, mint nyomdász. Már az 1880-as évek elején sakkozott, első nemzetközi versenyén 1886-ban Londonban indult és 6. lett. Legnagyobb sikere 1889-ben, New Yorkban, ahol ugyan ismét 6. lett, de itt nagymestereket előzött meg. Amerikában több első helyet is elért (1891-92 USA bajnok), azonban a világbajnoki címért sosem küzdhetett. 1892-ben az USA bajnoka.
Élő Árpád szerint 2510 pont volt a legjobb 5 éve átlaga. A Chessmetrics szerint legmagasabb értékszáma 2742, amelyet 1901 januárban ért el. Ezzel a teljesítményével akkor a világranglista 4. helyén állt.

## Versenyeredményei
- 1886: London, 6. helyezés (+6 -5 =1) – az 1. helyen Joseph Henry Blackburne végzett, és megelőzte többek között az abban az évben világbajnokságért játszó Johannes Zukertortot,[3]
- 1889: New York, 6. helyezés[4] (+22 -9 =7) – 20 résztvevős, kétfordulós körmérkőzés, amelyet az abban az évben a világbajnoki címért mérkőző Csigorin nyert meg, akit legyőzött ezen a versenyen.
- 1890: St. Louis, 3. helyezés[5]
- 1896: Ontario Beach, 1. helyezés[6]
- 1896: Rochester, 1. helyezés[6]
- 1897: New York, 1. helyezés (az exvilágbajnok Wilhelm Steinitz előtt)[7]
- 1898: Grove Spring, 1. helyezés[8]
- 1897: Thousand Island, 3. helyezés (Steinitzcel holtversenyben[6]
- 1898: Keuka Lake, 1. helyezés[6]
- 1899: Saratoga Springs, 1. helyezés[9]
- 1900: New York, 1. helyezés[10]

Párosmérkőzései
- 1886: Mackenzie (+3 -5 =5)[11]
- 1888: Delmar (+3 -5 =0)[12]
- 1890: Delmar (+7 -3 =3)[13]
- 1892: Showalter (+7 -1 =7)[14]
- 1895: Showalter (+4 -7 =3)[15]
- 1896: Showalter 5,5–8,5[16]
- 1898: Frank Marshall 3–0[17]
- 1899: David Janowski 1,5–3,5[18]
- 1899: William de Visser 0,5–1,5[19]
- 1899: Frank Marshall 3–0[20]
- 1900: Philip Richardson (+1 -1 =4)[21]
- 1903: José Raúl Capablanca telefonos távmérkőzés (+1 –0 =0)[22]

Lipschütz neve sajátos módon egy olyan elnézése folytán ment át a köztudatba, amellyel döntetlenre rontotta az akkori világbajnokkal, Emanuel Laskerrel szemben könnyen nyerhető játszmáját. Emiatt a hatalmas kihagyás miatt az örök mókamester hírében álló Bogoljubov nagymester az agyonnyert állások elrontóit "lipsic" jelzővel illette, és ez a tájszólásos kifejezés az idősebb nemzedék körében ma is használatos, általában minden gyenge sakkozó kicsúfolására. De méltatlanul, mert Lipschütz valójában erős mester volt.
Súlyosbodő betegsége miatt 1905-ben szülőhazájába való visszatérésre szánta el magát. Útközben azonban állapota válságosra fordult, és 1905. november 30-án Hamburgban elhunyt.